# Pandolfo Reschi

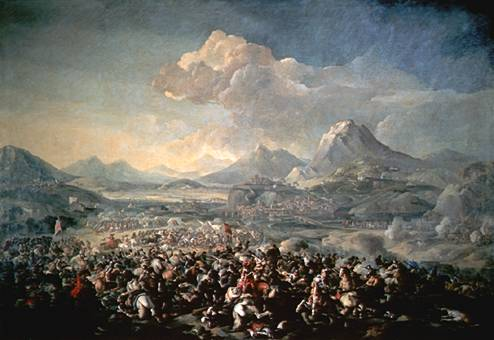
Battaglia di Montjuic del 1641

Pandolf Resch, italianizzato in Pandolfo Reschi (Danzica, 1643 – Firenze, 1699), è stato un pittore polacco del periodo barocco.

## Vita e opere
Nacque a Danzica e sin dalla più tenera età si trasferì prima in Germania, poi a Roma.
Si fece conoscere, in giovane età nei circoli pittorici della Città eterna. Fu un pittore specializzato inizialmente in battaglie, sullo stile di Salvator Rosa, anche se il suo vero maestro fu il fiammingo-italianizzato Livio Mehus. In seguito fu preso a bottega dal Borgognone, e la sua occupazione principale restò quella di pittore di genere.
Seguendo il Mehus fu ingaggiato, intorno al 1670, dalla corte medicea, per la quale lavorò e fu protetto del cardinale Francesco Maria de' Medici, presso il quale visse tra il 1680 fino al giorno della sua morte. I suoi quadri furono molto apprezzati e ordinati dalle maggiori famiglie nobili toscane, in particolare i Gerini e i Corsini.
Lavorò per la Galleria degli Uffizi sotto la direzione dell'erudito e architetto fiorentino Giacinto Marmi.
Il Reschi morì a Firenze, ormai sua seconda patria, nel 1699, per altre fonti invece l'anno di morte viene stabilito nel 1696.

## Stile
Pandolfo Reschi fu il maggior "battaglista" fra i pittori fiorentini. Oltre Salvator Rosa e il già citato Mehus, Reschi fu fortemente influenzato dalla conoscenza delle opere del suo maestro Jacques Courtois detto il Borgognone e quelle di Pieter Mulier detto il Cavalier Tempesta. Come tutta la pittura fiorentina barocca, fu presto soppiantata prima dal Rococò e in seguito dal Neoclassicismo. Reschi fu così quasi dimenticato (come altre decine di pittori del periodo). La sua rivalutazione è una cosa piuttosto recente.

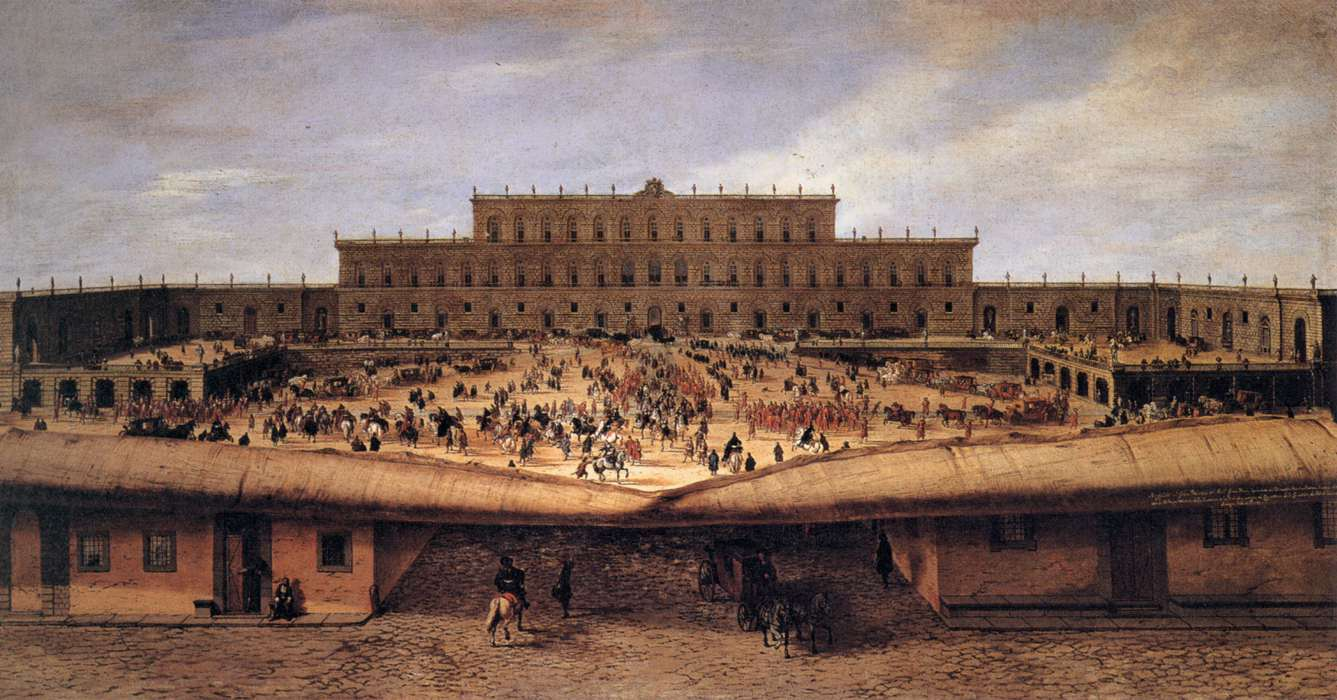
Veduta di Palazzo Pitti

Nel suo stile si possono riconoscere i pittori citati in precedenza, anche se il suo stile si distacca per certe coloriture metalliche, al limite della freddezza. Ma questo rende la sua produzione particolarmente originale e ricercata dai collezionisti della sua epoca.
Molte delle sue tele sono oggi in collezioni private, anche se nella Galleria Palatina si possono ammirare due grandi quadri:
- Paesaggio con assalto ad un convento
- Paesaggio con miracolo di San Giovanni Battista

Partecipò, nel 1690, alla decorazione degli specchi della Galleria di Palazzo Medici Riccardi eseguendo uccelli palustri in un canneto, una colomba e una capra, quale specialista in rappresentazioni di animali.
Mentre a Roma si possono ammirare il:
- Paesaggio con la Villa medicea di Lappeggi *
- Paesaggio con viandanti
- Paesaggio con cascata di chiara impronta rosiana